# GWM Ora 03
Der GWM Ora 03 ist ein batterieelektrisch angetriebener Pkw der Kompaktklasse der zum chinesischen Automobilhersteller Great Wall Motor gehörenden Marke Ora.
Weitere Bezeichnungen sind Ora Funky Cat, Ora Haomao, Ora Good Cat, Ora ES11, GWM Ora und Ora 02 Cat.

## Geschichte
Vorgestellt wurde das Fahrzeug im Juli 2020 im Rahmen der Chengdu Auto Show als Ora ES11. Seit November 2020 wird es auf dem chinesischen Heimatmarkt als Ora Good Cat oder Ora Haomao verkauft, in Australien schlicht als GWM Ora. Die Vermarktung auf anderen Märkten in Südostasien erfolgt seit Herbst 2021. Die Produktion des Kompaktwagens erfolgt im chinesischen Taizhou und im thailändischen Rayong. Im September 2021 wurde das Modell unter dem Namen Ora 02 Cat auf der IAA in München für den europäischen Markt vorgestellt. In Deutschland sollte der Vorverkauf als Ora Funky Cat noch im Herbst 2021 beginnen und die ersten Fahrzeuge im ersten Halbjahr 2022 ausgeliefert werden. Im August 2022 wurde dann verkündet, dass die Einführung auf das vierte Quartal 2022 verschoben sei, im Oktober 2022 wurde die Markteinführung auf Januar 2023 präzisiert. Der Vertrieb wird durch die Emil Frey Gruppe übernommen. Ende November 2023 entschied sich Great Wall Motor in Europa für eine Umbenennung des Portfolios. Anfang 2024 wurde das Modell nach GWM Ora 03 umbenannt. Eine überarbeitete Version des Haomao ist in China seit Juni 2025 erhältlich.

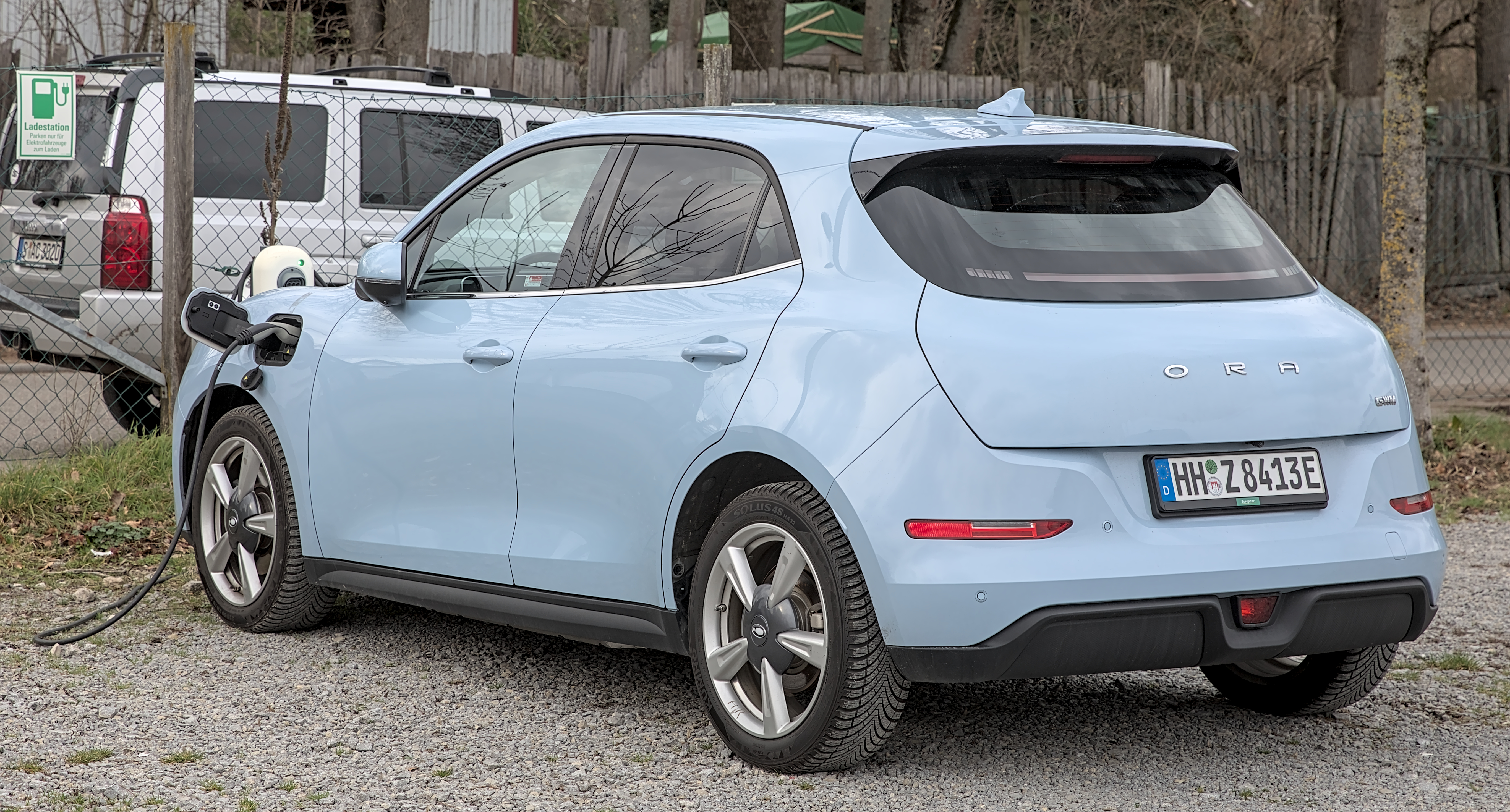
GWM Ora 03 (Europa, seit 2024)
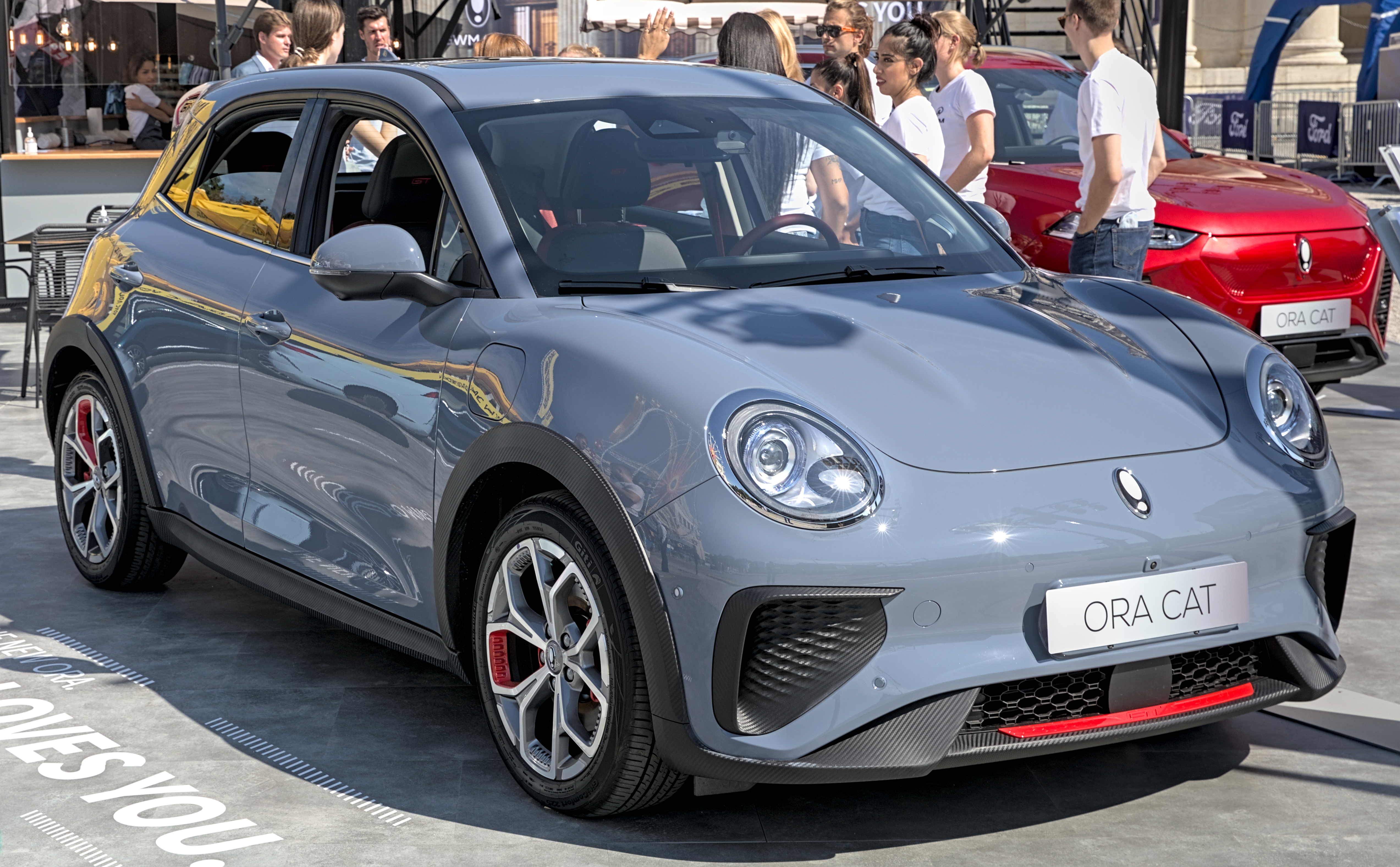
Ora 02 Cat GT auf der IAA 2021
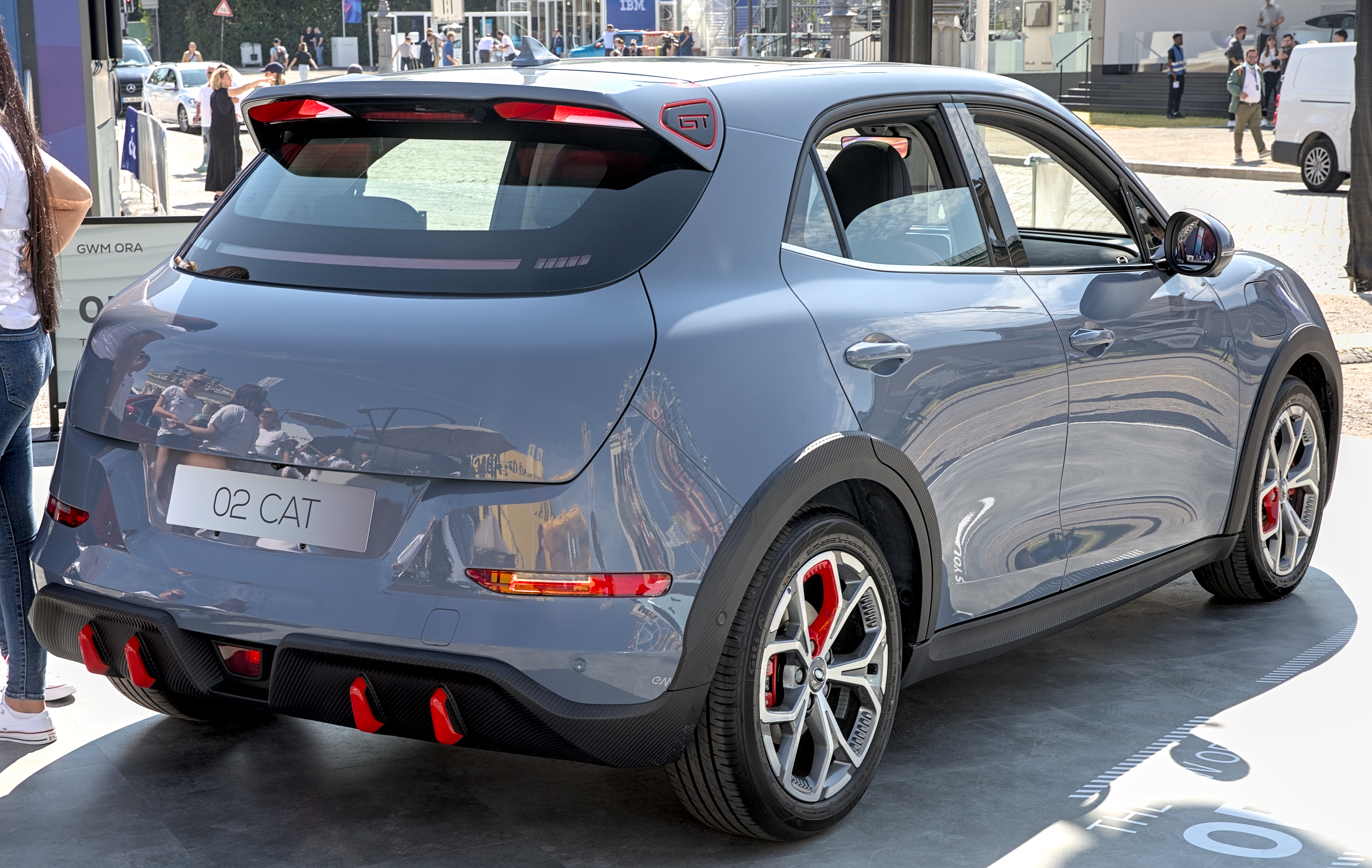
Heckansicht
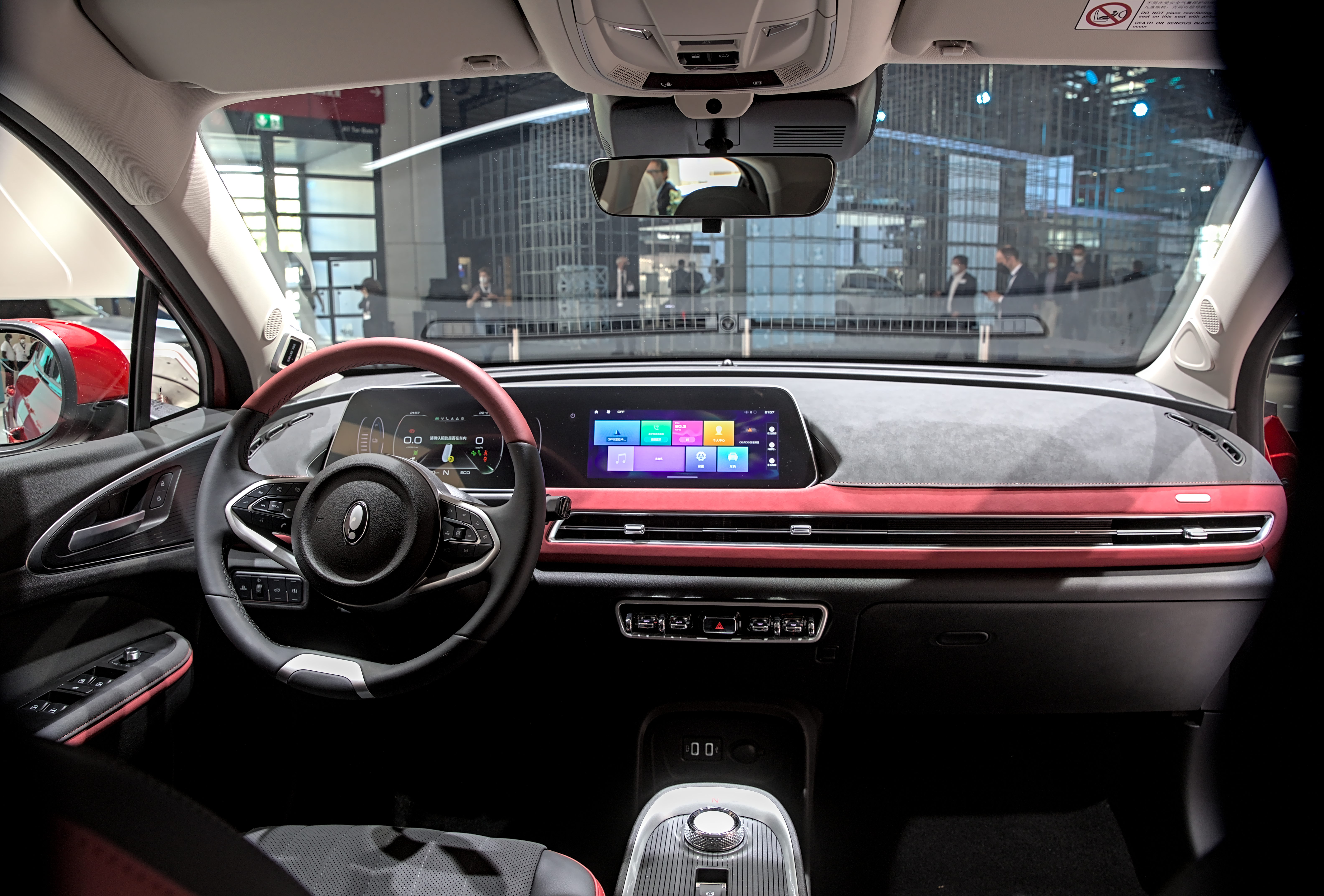
Innenansicht
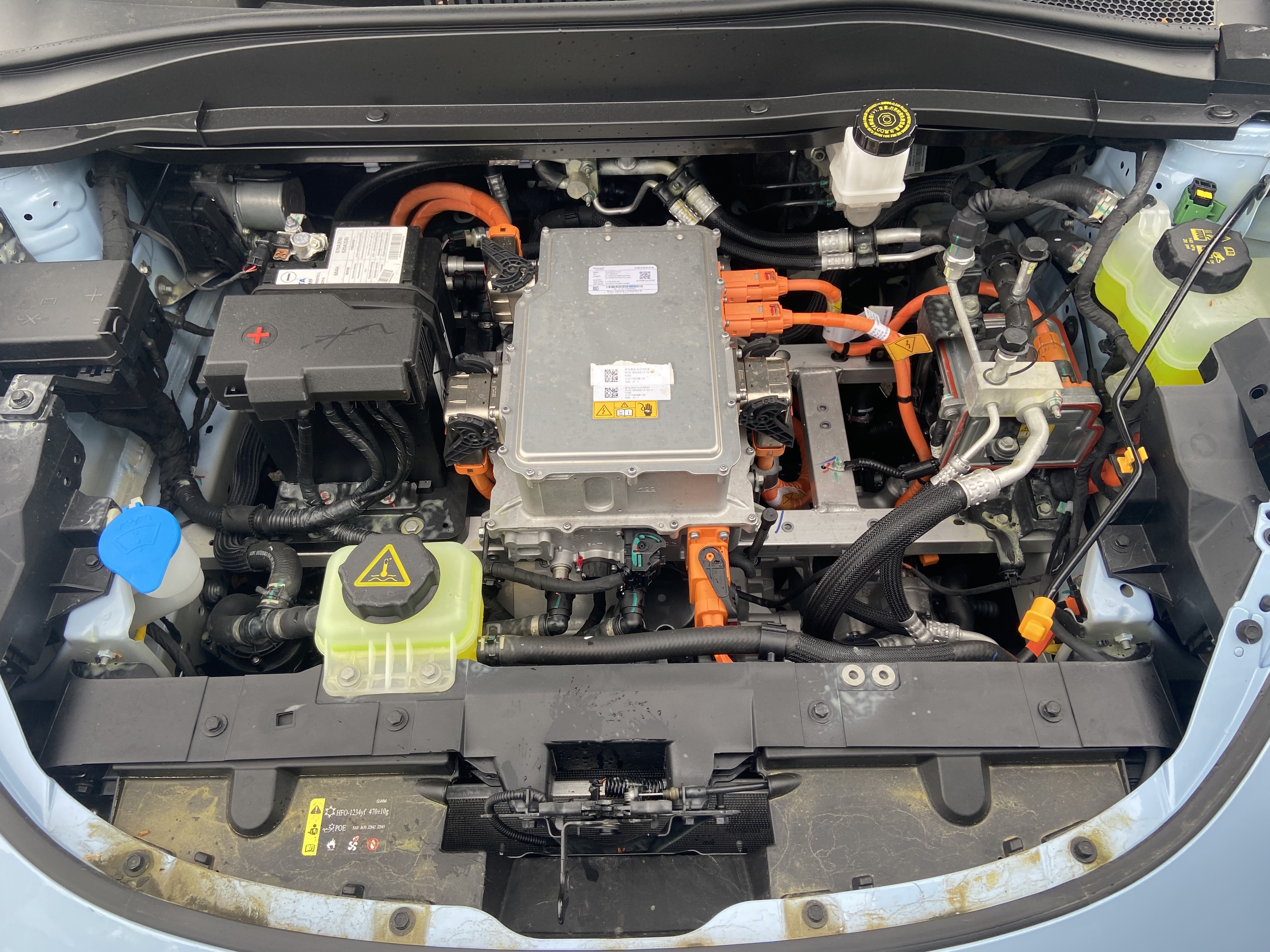
Motorraum

Der im September 2023 vorgestellte Mini J01 nutzt die gleiche Plattform, genauso wie der Mini Aceman, der im April 2024 präsentiert wurde.

## Namensgebung

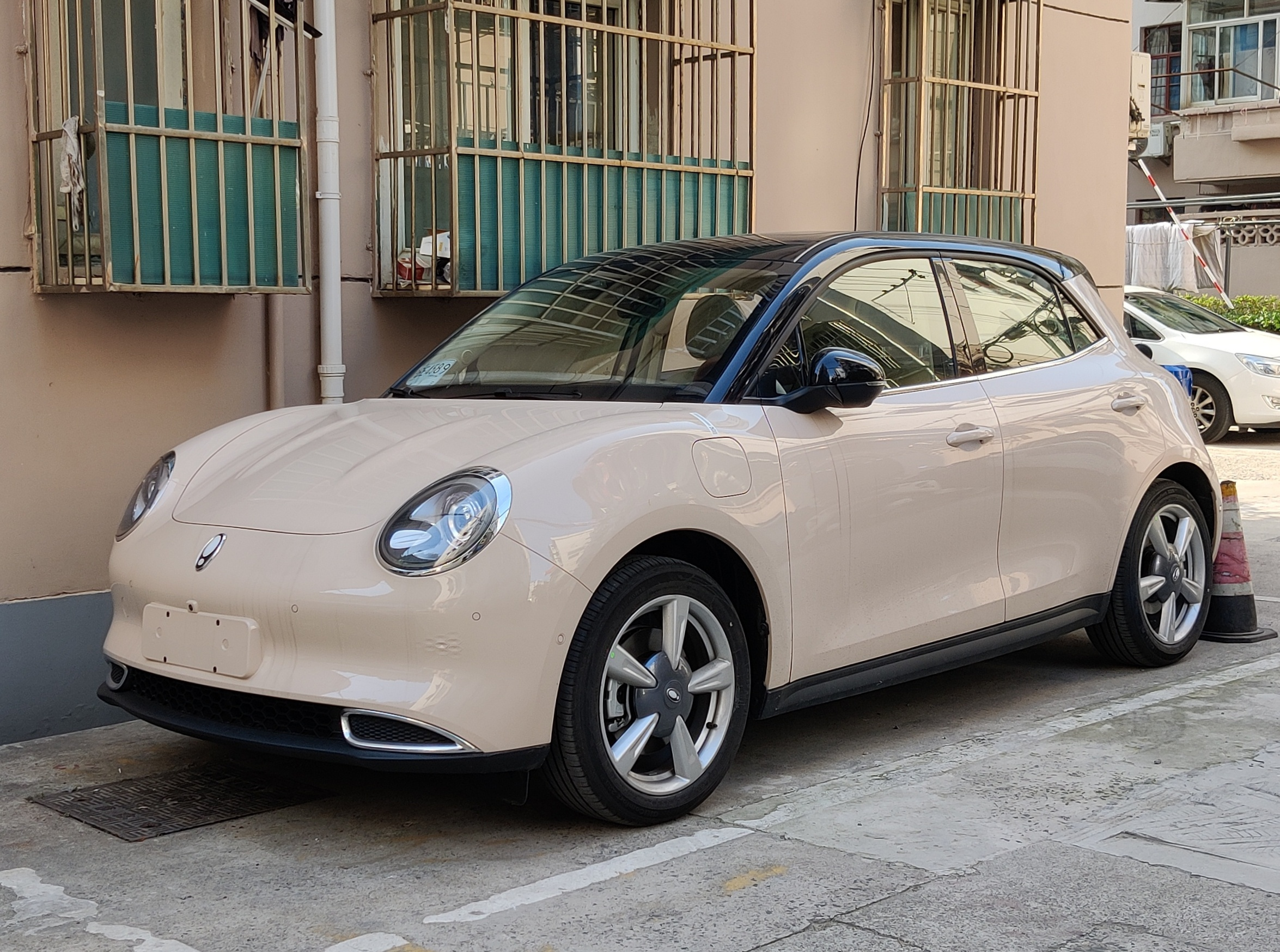
Ora Haomao (China, seit 2020)

Der Name Haomao ist chinesisch und bedeutet ins Deutsche übersetzt „gute Katze“. Funky Cat entstammt dem Englischen und wird in etwa als „irre Katze“ übersetzt. Die auch zu Great Wall gehörende Marke Haval bietet mit dem Haval Dagou ebenfalls ein Modell an, das nach einem Tier benannt ist. Auch die Kleinstwagen Ora R1 und Ora R2 sind in China unter Tier-Bezeichnungen bekannt.

## Sicherheit
Im Sommer 2022 wurde das Fahrzeug vom Euro NCAP auf die Fahrzeugsicherheit getestet. Es erhielt fünf von fünf möglichen Sternen.

## Technik
Angetrieben wird der 4,24 m lange Haomao von einem 105 kW (143 PS) starken, durch Permanentmagnete erregten Synchronmotor. Als Antriebsbatterie wird ein Lithium-Ionen-Akkumulator genutzt. Es stehen zwei Versionen mit einem Nickel-Mangan-Cobalt-Akkumulator (NMC, 46 kWh und 59,1 kWh) und eine mit einem Lithium-Eisenphosphat-Akkumulator (LFP, 47,8 kWh) zur Wahl. Die Reichweite nach NEFZ wird mit 401 bzw. 501 km angegeben. Die Höchstgeschwindigkeit ist bei allen diesen Versionen auf 150 km/h elektronisch begrenzt. Der sportlichere GT mit einem 126 kW (171 PS) starken Motor und einer Höchstgeschwindigkeit von 160 km/h kam im August 2021 in den Handel. Er war zunächst nur mit dem großen Lithium-Ionen-Akkumulator erhältlich. Im Juni 2022 folgte dann der Lithium-Eisenphosphat-Akkumulator.
Die Vorderräder haben MacPherson-Federbeine, die Hinterachse ist eine Verbundlenkerachse.

### Technische Daten
Der Kofferraum fasst 228 Liter; wenn man die Rückbank umklappt, sind es bis zu 858 Liter.
|                            | Haomao                        | Haomao                        | Haomao                        | Haomao GT                     | Haomao GT                     |
| -------------------------- | ----------------------------- | ----------------------------- | ----------------------------- | ----------------------------- | ----------------------------- |
| Bauzeitraum                | seit 11/2020                  | seit 11/2020                  | seit 11/2020                  | seit 06/2022                  | seit 08/2021                  |
| Motorkenndaten             |                               |                               |                               |                               |                               |
| Motorart                   | Permanentmagnet-Synchronmotor | Permanentmagnet-Synchronmotor | Permanentmagnet-Synchronmotor | Permanentmagnet-Synchronmotor | Permanentmagnet-Synchronmotor |
| max. Leistung              | 105 kW (143 PS)               | 105 kW (143 PS)               | 105 kW (143 PS)               | 126 kW (171 PS)               | 126 kW (171 PS)               |
| max. Drehmoment            | 210 Nm                        | 210 Nm                        | 210 Nm                        | 250 Nm                        | 250 Nm                        |
| Kraftübertragung           |                               |                               |                               |                               |                               |
| Antrieb                    | Vorderradantrieb              | Vorderradantrieb              | Vorderradantrieb              | Vorderradantrieb              | Vorderradantrieb              |
| Getriebe                   | Eingang-Getriebe              | Eingang-Getriebe              | Eingang-Getriebe              | Eingang-Getriebe              | Eingang-Getriebe              |
| Antriebsbatterie           |                               |                               |                               |                               |                               |
| Zellchemie                 | NMC                           | LFP                           | NMC                           | LFP                           | NMC                           |
| Energieinhalt              | 46,0 kWh                      | 47,8 kWh                      | 59,1 kWh                      | 47,8 kWh                      | 59,1 kWh                      |
| Messwerte                  |                               |                               |                               |                               |                               |
| Höchstgeschwindigkeit      | 150 km/h                      | 150 km/h                      | 150 km/h                      | 160 km/h                      | 160 km/h                      |
| Beschleunigung, 0–100 km/h | k. A.                         | k. A.                         | k. A.                         | k. A.                         | 6,9 s                         |
| Reichweite nach NEFZ       | 401 km                        | 401 km                        | 501 km                        | 401 km                        | 480 km                        |

## Zulassungszahlen

### Deutschland
Seit dem Marktstart bis einschließlich Dezember 2024 sind in Deutschland insgesamt 6.585 Funky Cat / GWM Ora 03 neu zugelassen worden.
|  |

|  |

|  |

|  |

|  |

|  |

|  |

|  |

|  |

|  |

|  |

|  |

|  |

|  |

|  |

|  |

|  |

|  |

|  |

|  |

|  |

|  |

|  |

|  |

|  |

|  |

|  |

|  |

|  |

|  |

|  |

|  |

|  | Elektro (6.585) |

|  | Elektro (6.585) |

### Brasilien
Der GWM Ora 03 wurde im Jahr 2024 in Brasilien 6.326 mal zugelassen.
|  |

|  |

|  |

|  |

|  |

|  |

|  |

|  |

|  |

|  |

|  |

|  |

|  |

|  |

|  |

|  |

|  | Elektro |

|  | Elektro |